# Sü Ťing-lej
Sü Ťing-lej (čínsky pchin-jinem Xú Jìnglěi, znaky zjednodušené 徐静蕾, tradiční 徐靜蕾, 16. dubna 1974 Peking) je herečka, režisérka a redaktorka z Čínské lidové republiky. V roce 1997 absolvovala Pekingskou filmovou akademii.
V roce 2014 natáčela v Praze romantický film Jen my víme kde, historicky první česko-čínský celovečerní snímek.